# Piedra Herrada
Piedra Herrada är en ort i Mexiko.   Den ligger i kommunen Cotaxtla och delstaten Veracruz, i den sydöstra delen av landet, 290 km öster om huvudstaden Mexico City. Piedra Herrada ligger 125 meter över havet och antalet invånare är 102.
Terrängen runt Piedra Herrada är platt. Runt Piedra Herrada är det ganska tätbefolkat, med 65 invånare per kvadratkilometer. Närmaste större samhälle är Huixcolotla, 12,5 km söder om Piedra Herrada. Omgivningarna runt Piedra Herrada är en mosaik av jordbruksmark och naturlig växtlighet.